# Gaia (motorfiets)
Gaia is een Italiaans historisch merk van motorfietsen.
De bedrijfsnaam was: Secolari Stabilimenti Meccanici Bertot-Rocca, later Giuseppe Gaia, Torino.
Gaia bouwde vanaf 1922 fietsen met een Rubinelli-hulpmotor en later 123- en 173cc-motorfietsen. De 123 was een tweetakt terwijl de 173 cc een Moser-kopklepmotor met drie versnellingen en een kickstarter had. Vanaf 1927 werden 174cc-Ladetto & Blatto-kopkleppers gebruikt. In 1931 werd de productie beëindigd.